# Mágoa de Boiadeiro
Mágoa de Boiadeiro é um filme brasileiro do gênero drama, lançado em 1977. Foi dirigido por Jeremias Moreira Filho e escrito e roteirizado por Benedito Ruy Barbosa.

## Sinopse
Diogo (Sérgio Reis), é um peão boiadeiro, revoltado com a chegada do progresso a sua pequena cidade no interior de São Paulo. Com o progresso chegaram os caminhões, que agora transportam os bois, com isso Diogo e seus amigos perdem seus empregos. Para piorar a situação, Mariana, o amor de sua vida, fora violentada por um caminhoneiro e teve um destino trágico. 

## Elenco
- Sergio Reis.... Diogo
- Liana Duval .... Maria
- Malu Rocha .... Rosália
- Zé Coqueiro .... Zé Coqueiro
- Carlos Alberto .... Pé de Vento
- Maria Viana .... Mariana
- Eduardo Abbas .... Chulé
- Marcos Miranda .... Deoclesiano
- Turíbio Ruiz .... Januário
- David Netto .... Quinzinho[2]